# Clwydian Range
Clwydian Range är en bergskedja i Storbritannien.   Den ligger i riksdelen Wales, 280 km nordväst om huvudstaden London.
Clwydian Range sträcker sig 32 km i sydostlig–nordvästlig riktning i östra delen av Denbighshire. Den högsta toppen är Moel Fammau, 554 meter över havet.
Topografiskt ingår följande toppar i Clwydian Range:
- Cyrn-y-Brain
- Llantysilio Mountain
- Moel Arthur
- Moel Fammau
- Moel Llys-y-coed
- Ruabon Mountain